# 斯德哥爾摩 (緬因州)
斯德哥爾摩（英語：Stockholm）是一個位於美國緬因州阿魯斯圖克縣的市鎮。

## 人口
根據2020年美國人口普查的數據，斯德哥爾摩的面積為88.76平方千米，當中陸地面積為88.58平方千米，而水域面積為0.18平方千米。當地共有人口250人，而人口密度為每平方千米3人。